# Angyali üdvözlet (film, 1984)
Az Angyali üdvözlet 1984-ben bemutatott magyar filmdráma, amelyet Jeles András rendezett. A forgatókönyvet Madách Imre Az ember tragédiája című színműve nyomán írta. A filmben gyerekszínészek játsszák el a drámát. A főszereplők Bocsor Péter, Merő Júlia és Gyalog Eszter, valamint Lukáts Andor voltak. 

## Cselekmény
A rendező gyermekekkel játszatja el a madáchi drámát. A szabad, elvadult természetbe helyezett látomásszerű, a látvány szintjén is egymáshoz kapcsolódó bibliai és történelmi színekben a gyermek Ádám a gyermek Luciferrel végigjárja a tudás megszerzésének történetét, az emberiség történelmét. A Paradicsomból való kiűzetéstől kezdve a történelmi korokat, az egyes korokon belül a haladásnak, a virágzásnak, a hanyatlásnak fázisait a tézis-antitézis-szintézis dialektikája szerint élik át, csak a helyszín állandósága mond ennek ellent. Az eszkimóvilág után önmagát elpusztítani akaró Ádámot a gyermek Éva szavai megállítják: az emberben él az esély a folytatásra. Az Úr szavára felfelé tekintő gyermekpár mögött azonban ott a Halál.

## Egyéb technikai információk
- Író és rendező: Jeles András
- Zeneszerző: Márta István
- Operatőr: Kardos Sándor, Ferenczy Béla
- Vágó: Galamb Margit

Készítette a Mafilm.

## Szereplők

### Főszereplők
| Szereplő | Színész       |
| -------- | ------------- |
| Ádám     | Bocsor Péter  |
| Éva      | Mérő Júlia    |
| Lucifer  | Gyalog Eszter |
| Lucifer  | Lukáts Andor  |

### További szereplők
- Belme György
- Borók Róbert
- Dobay Attila
- Fehér Evelin
- Gévai Réka
- Foltányi Ferenc
- Kaposi Mariann
- Jenei László
- Oláh Mónika
- Köhler Katalin
- Rácz Attila
- Papp Takács András
- Szikszai Gábor
- Schwetz Ferenc
- Zilizi Ildikó

## Televíziós megjelenések
MTV-1